# Stadion Miejski w Lubaniu
Stadion miejski – stadion piłkarski w Lubaniu. W skład obiektu wchodzi również bieżnia lekkoatletyczna z nawierzchnią szutrową o długości 400 m, boczne boisko treningowe oraz małe zaplecze sanitarne. Swoje spotkania na obiekcie rozgrywa klub Łużyce Lubań.